# Hormius elongatus
Hormius elongatus är en stekelart som först beskrevs av Karl-Johan Hedqvist 1963.  Hormius elongatus ingår i släktet Hormius och familjen bracksteklar. Inga underarter finns listade i Catalogue of Life.